# Mancomunidad Comarca de Peñaranda
La mancomunidad Comarca de Peñaranda es una agrupación administrativa de municipios en la provincia de Salamanca, Castilla y León, España.

## Municipios
- Alconada (Anejo: San Vicente)
- Aldeaseca de la Frontera
- Bóveda del Río Almar
- Cantaracillo
- Mancera de Abajo
- Nava de Sotrobal (Anejos: Arauzo y Sotrobal)
- Paradinas de San Juan
- Peñaranda de Bracamonte
- Rágama
- Ventosa del Río Almar
- Villar de Gallimazo (Anejo: Pedrezuela de San Bricio)